# Mod i barm
Mod i barm, originaltitel True Grit, är en roman från 1968 av den amerikanske författaren Charles Portis. Den 14-åriga flickan Mattie Ross hyr en US Marshal för att leta upp mannen som sköt hennes far till döds. Romanen skrevs först som följetong i The Saturday Evening Post men utgavs senare, något förändrad, som bokroman. Boken har legat till grund för två filmer, dels De sammanbitna från 1969 med John Wayne i huvudrollen och dels True Grit från 2010 i regi av Joel och Ethan Coen.

## Handling
Boken är skriven i första person. Mattie Ross berättar som gammal kvinna år 1928 den äventyrliga historien om hur hon på 1870-talet föresatte sig att ta hämnd på Tom Chaney, mannen som dödade hennes far. Hon var då 14 år gammal och var en stark och oberoende flicka. Chaney var anställd på familjen Ross farm nära staden Dardanelle i Yell County i Arkansas. Matties far, Frank Ross, och Chaney åker en dag till Fort Smith för att inhandla hästar. När Frank Ross försöker hindra den berusade Chaney att med gevär i handen gå tillbaka till baren för att skaffa igen pengarna som ansåg sig ha blivit lurad på i kortspel, dödar Chaney Frank Ross, rånar honom på 150 dollar och två guldmynt och flyr till indianterritoriet. Mattie får höra att Chaney har anslutit till ett gäng som står utanför lagen, lett av "Lucky" Ned Pepper. Hon hyr den tuffaste US Marshal i distriktet, Reuben J. "Rooster" Cogburn, en åldrande, enögd, överviktig och skjutgalen man som gärna dricker whisky. Under förhandlingarna dyker en Texas Ranger, LaBoeuf, upp. LaBoeuf söker också efter Chaney, som visat sig ha dödat en senator i Texas. Efter diverse ordväxlingar och händelser slår sig Mattie, Rooster Cogburn och LaBoeuf ihop i jakten på Chaney.